# China Northern Airlines

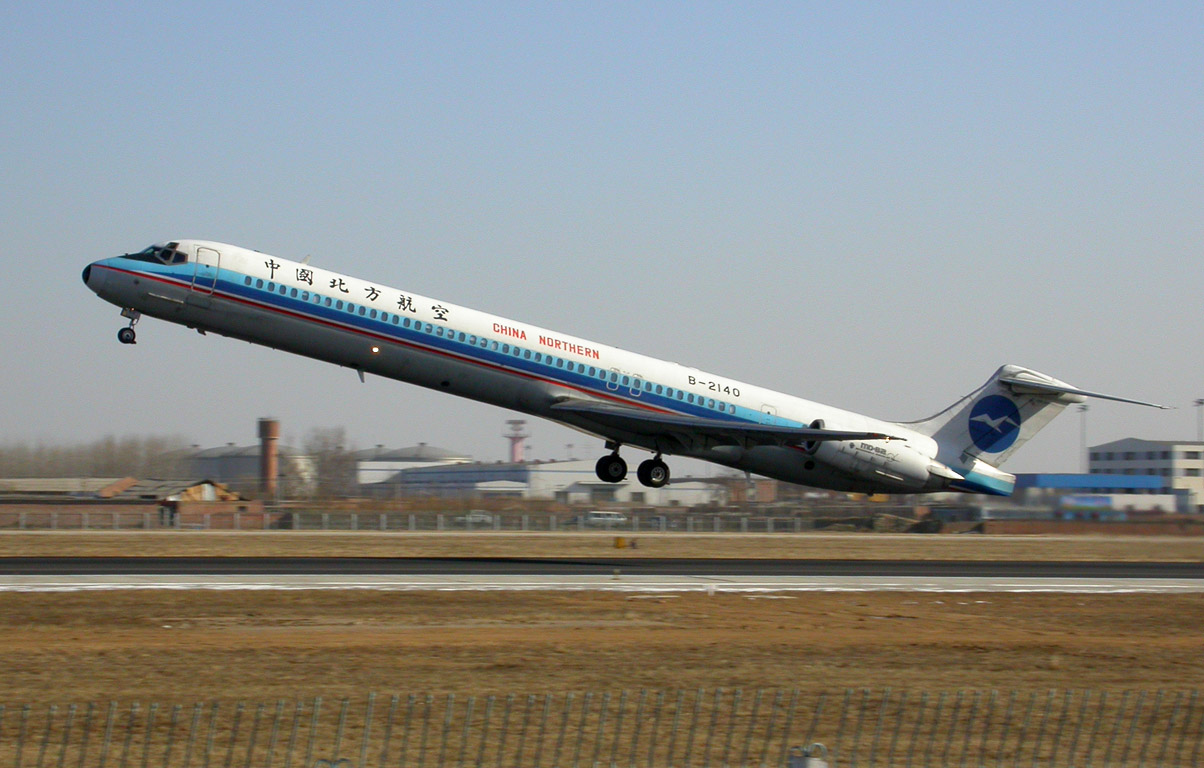
MD-82 da China Northern Airline.

A China Northern foi uma linha aérea chinesa. Em 2003 a China Northern foi incorporada pela China Southern Airlines.